# Le Chien vampire
Pour plus de détails, voir Fiche technique et Distribution.
Le Chien vampire (Vampire Dog) est un film canadien sorti en 2012.

## Fiche technique
- Titre original : Vampire Dog
- Titre français : Le Chien vampire ou Un chien croc bien
- Réalisation : Geoff Anderson
- Scénario : Tracy McMenemy
- Pays d'origine : Canada
- Genre : comédie
- Date de sortie : 2012

## Distribution
- Collin MacKechnie : Ace
- Julia Sarah Stone : Skylar
- Amy Matysio : Dr. Warhol
- Ron Pederson : Frank
- Norm MacDonald : Fang / Vampire Dog (voix)